# Pierre Lefèvre
Pierre Lefèvre est un animateur de radio et correspondant de guerre français, actif pendant la Seconde Guerre mondiale.

## Biographie
Jeune comédien, Pierre Lefèvre est recruté par Michel Saint-Denis (Jacques Duchesne), dont il est l'élève au London Theatre Studio, pour Radio Londres. À la Libération, Jean Oberlé louera la « chance » d'avoir recruté Pierre Lefèvre « qui devint notre homme Protée, parlant, chantant, jouant dans tous nos programmes, faisant le régisseur, imitant les cris d'animaux, l'accent anglais, que sais-je encore ». 
Le 6 septembre 1940, Pierre Lefèvre est le premier à lancer « Ici Londres, les Français parlent aux Français ».
Pierre Lefèvre enregistre les deux couplets d'Il ne faut pas désespérer, une chanson écrite par Jean Oberlé et Maurice Van Moppès au début du mois de juin 1940 sur le thème d'ouverture de la Symphonie n° 5 de Ludwig van Beethoven.
Pierre Lefèvre succède à Yves Morvan (Jean Marin) à la direction du programme pour enfants. À partir du 27 novembre 1941 et pendant près de trois ans, une fois par semaine, le jeudi, il interprète Babar, l'éléphant de fiction créé par Cécile de Brunhoff.
Après la fin de la Seconde Guerre mondiale, Pierre Lefèvre et Michel Saint-Denis poursuivent leur collaboration, d'abord à l'Old Vic School puis, en 1954, à l'École du centre dramatique de l'Est à Strasbourg. Il y enseigne l'improvisation et l'interprétation, avant de prendre la direction de l'École à l'arrivée d'Hubert Gignoux en 1957 jusqu'en 1970. De 1971 à 1997, Pierre Lefèvre enseigne le jeu masqué à l'École nationale de théâtre du Canada et à la Juilliard School de New York.